# Elżbieta Jarosik
Elżbieta Jarosik (ur. 27 lutego 1948 w Olsztynie koło Częstochowy) – polska aktorka teatralna i telewizyjna.

## Życiorys
Jest absolwentką PWSFTviT w Łodzi (1972).
Jest matką aktorki Anny Jarosik.

## Teatr
- po ukończeniu szkoły teatralnej przez rok pracowała w teatrze w Kaliszu
  - Między ustami a brzegiem pucharu
  - Kolędnicy
- przez kolejne 15 lat pracowała w Teatrze Nowym w Poznaniu
  - Opera za trzy grosze Bertolta Brechta
  - Rewizor Nikołaja Gogola
  - Ich czworo Gabrieli Zapolskiej
  - Letnicy Maksima Gorkiego
  - Gbury Carlo Goldoniego
  - Czerwony kogut leci wprost do nieba Miodraga Bulatovicia
  - Awantura w Chioggi Carlo Goldoniego
  - Jak wam się podoba Williama Szekspira
- w latach 80. XX wieku śpiewała piosenki do wierszy Edwarda Stachury z muzyką Jerzego Satanowskiego
- jedna z czołowych aktorek Janusza Wiśniewskiego, polskiego reżysera w Poznaniu, wraz z jego grupą odwiedziła wiele krajów, m.in. Anglię, Danię, Francję, Hiszpanię, Holandię, Kanadę, Niemcy, Włochy występując w sztukach
  - Koniec Europy
  - Panopticum á la Madame Tussaud
  - Życie jest cudem
  - Balladyna
  - Modlitwa
  - Olśnienie
  - Nacht na podst. książki Andrzeja Stasiuka (wystawiana w Krakowie i Düsseldorfie, wymiana polsko-niemiecka)
- 2006: Agata szuka pracy
- 2006: Koronacja (obie w teatrze Laboratorium w Warszawie)
- 2006: Bomba Macieja Kowalewskiego (początkowo M25, później Teatr Montownia, również w Warszawie), nagroda za rolę na festiwalu teatralnym w Zabrzu
- 2007: Klimakterium Elżbiety Jodłowskiej
- 2008: Botox (reż. Emilian Kamiński, Teatr Kamienica)
- 2009: Klimakterium... i już!
- 2012: Baba Chanel (Teatr Polonia)
- 2013: Klimakterium 2 (Teatr Capitol)

## Filmografia
| Rok       | Tytuł                             | Rola                                                          | Uwagi                             |
| --------- | --------------------------------- | ------------------------------------------------------------- | --------------------------------- |
| 1976      | Kruk                              | cyganka                                                       |                                   |
| 1977      | Rebus                             | Alena                                                         |                                   |
| 1989      | Bal na dworcu w Koluszkach        | bufetowa                                                      |                                   |
| 1992      | Mama – Nic                        | ciocia Mira                                                   | odc. 2, 3                         |
| 1992      | Wynajmę pokój...                  | matka Ali                                                     |                                   |
| 1993      | Kraj świata                       | kobieta czekająca na cud                                      |                                   |
| 1996      | Poznań 56                         | kobieta z UB                                                  |                                   |
| 1997      | Przystań                          | sekretarka w szkole                                           |                                   |
| 1997      | Darmozjad polski                  | Miecia                                                        |                                   |
| 1998      | Billboard                         | matka Żyły                                                    |                                   |
| 1998      | Małżowina                         | sąsiadka                                                      |                                   |
| 1999      | Egzekutor                         | sekretarka na uczelni                                         |                                   |
| 1999      | Ajlawju                           | kobieta jedząca bułkę w pociągu                               |                                   |
| 1999      | Klan                              | sąsiadka Rysiów i Zenka                                       |                                   |
| 1999      | Tygrysy Europy                    | uczestniczka interview u Nowaków                              |                                   |
| 1999      | Miodowe lata                      | siostra oddziałowa                                            | odc. 25                           |
| 1999      | Policjanci                        | matka Błażeja                                                 | odc. 4                            |
| 1999      | Palce lizać                       | „Blondyna”, urzędniczka z ZUS-u                               | odc. 6, 7                         |
| 2000      | To my                             | matka na spotkaniu z dyrektorem                               | nie występuje w napisach          |
| 2000      | Na dobre i na złe                 | pacjentka                                                     | odc. 41                           |
| 2000–2001 | Miasteczko                        | Matysikowa, matka Grzesia                                     |                                   |
| 2001      | Przedwiośnie                      | niania Cezarego                                               |                                   |
| 2001      | Wszyscy święci                    | kobieta w pociągu                                             |                                   |
| 2001–2002 | Wiedźmin                          | opiekunka porwanej Ciri                                       |                                   |
| 2002      | M jak miłość                      | wychowawczyni Piotrka i Kingi                                 | odc. 56, nie występuje w napisach |
| 2002      | Dzień świra                       | zakonnica w przedziale pociągu                                |                                   |
| 2002      | Lokatorzy                         | Cecylia Wójcik, szefowa Jacka                                 | odc. 97                           |
| 2002      | Kasia i Tomek                     | wróżka                                                        | odc. 19, tylko głos               |
| 2002      | Samo życie                        | Maria, właścicielka sklepu spożywczego, znajoma Janiny Kubiak | odc. 10, 16                       |
| 2003      | Zaginiona                         | recepcjonistka w motelu, członkini sekty „Raj”                | odc. 4                            |
| 2003      | Rodzinka                          | Jadzia Maurer                                                 | odc. 4                            |
| 2003      | M jak miłość                      | germanistka w liceum Kingi i Piotrka                          | odc. 131                          |
| 2003      | Na Wspólnej                       | Edyta Dębowska, sprzątaczka w hotelu, koleżanka Marii         | odc. 23, 26                       |
| 2004      | Wesele                            | gospodyni                                                     |                                   |
| 2004      | Święta polskie                    | bibliotekarka                                                 |                                   |
| 2004      | Polskie miłości                   | Zygoniowa                                                     |                                   |
| 2004      | Plebania                          | kobieta kłócąca się o miejsce w kościele                      | odc. 466                          |
| 2004      | Pensjonat pod Różą                | kontrolerka Sanepidu                                          | odc. 14, 20                       |
| 2004      | Camera Café                       | Wanda                                                         | odc. 43, 73                       |
| 2004      | Cudownie ocalony                  | Zygoniowa                                                     |                                   |
| 2004      | Długi weekend                     | bibliotekarka                                                 |                                   |
| 2004      | Całkiem nowe lata miodowe         | położna                                                       | odc. 17                           |
| 2004      | Bulionerzy                        | Zosia Wawrzyniakowa                                           | odc. 6                            |
| 2005      | Plebania                          | pacjentka                                                     | odc. 569                          |
| 2005      | Pensjonat pod Różą                | kontrolerka Sanepidu                                          | odc. 95                           |
| 2005      | Warto kochać                      | Jolanta Zaleska                                               | odc. 10, 16, 21, 23               |
| 2005      | Tak miało być                     | pani Ania                                                     |                                   |
| 2005      | Boża podszewka II                 | Szaplewska, urzędniczka PUR-u                                 | odc. 1                            |
| 2005–2009 | Niania                            | Teresa Maj, matka Frani                                       |                                   |
| 2006      | Palimpsest                        | lekarka                                                       |                                   |
| 2006      | U fryzjera                        | pani Zosia, matka Stacha                                      | odc. 1, 10                        |
| 2006      | Kryminalni                        | sklepowa Jadwiga Bielikowa                                    | odc. 49                           |
| 2006      | Job, czyli ostatnia szara komórka | Górzyńska                                                     |                                   |
| 2006      | Hela w opałach                    | kobieta w toalecie                                            | odc. 9                            |
| 2006      | Fundacja                          | Halinka Małecka, żona Mieczysława                             |                                   |
| 2007      | Prawo miasta                      | teściowa Śmigiela                                             | odc. 6                            |
| 2007      | Odwróceni                         | Kobusowa, matka „Małpy”                                       | odc. 6                            |
| 2007      | Mamuśki                           | Czerwińska                                                    |                                   |
| 2007      | Ekipa                             | Aldona, sekretarka premiera                                   |                                   |
| 2007      | Demakijaż                         | matka Natalii                                                 |                                   |
| 2007      | Tylko miłość                      | dyrektorka szkoły podstawowej                                 |                                   |
| 2007      | Ballada o Piotrowskim             | Basia                                                         |                                   |
| 2008      | Ojciec Mateusz                    | sąsiadka Romantowskich                                        | odc. 3                            |
| 2008      | Agentki                           | Marcelina Michałek                                            | odc. 3                            |
| 2008      | Mała wielka miłość                | recepcjonistka ze szpitala                                    |                                   |
| 2008      | Boisko bezdomnych                 | bufetowa w tv                                                 |                                   |
| 2008–2009 | 39 i pół                          | Halina Jakubowska, matka Darka                                |                                   |
| 2009      | Siostry                           | pani Jadwiga                                                  |                                   |
| 2009      | Na dobre i na złe                 | Cyganka Wera                                                  | odc. 386                          |
| 2010      | Prosta historia o miłości         | matka Aleksa                                                  |                                   |
| 2010      | Ojciec Mateusz                    | kobieta – świadek                                             | odc. 32                           |
| od 2011   | Świat według Kiepskich            | różne role                                                    |                                   |
| 2011      | Wszyscy kochają Romana            | ciocia Irena                                                  | odc. 6                            |
| 2011      | Wojna żeńsko-męska                | matka Basi                                                    |                                   |
| 2011      | Rodzinka.pl                       | kelnerka                                                      | odc. 37                           |
| 2011      | Pokaż, kotku, co masz w środku    | babcia Agaty                                                  |                                   |
| od 2012   | Przyjaciółki                      | Elżbieta Zalewska, matka Michała                              |                                   |
| 2012      | Kanadyjskie sukienki              | Bryzowa                                                       |                                   |
| 2012      | Muka!                             | Jadwiga                                                       |                                   |
| 2013      | Drogówka                          | żona                                                          |                                   |
| 2013–2015 | Spokojnie, to tylko ekonomia!     | Kazimiera, matka Krystyny                                     |                                   |
| 2014      | Ojciec Mateusz                    | nauczycielka Krystyna Kołek                                   | odc. 141                          |
| 2014      | Mur                               | pielęgniarka                                                  |                                   |
| 2014–2020 | O mnie się nie martw              | Teresa Pniewska, matka Ewy                                    |                                   |
| 2015      | Słaba płeć?                       | Krystyna, dyrektorka szkoły                                   |                                   |
| 2015      | Nie rób scen                      | pani Krysia                                                   | odc. 4                            |
| 2015      | Skazane                           | Małgorzata, księgowa Adama Millera                            |                                   |
| 2015      | Anatomia zła                      | klientka w warzywniaku                                        |                                   |
| 2016      | Powiedz TAK!                      | Mira, panna młoda                                             | odc. 10                           |
| 2016      | Zjednoczone stany miłości         | pielęgniarka                                                  |                                   |
| 2016      | Druga szansa                      | nauczycielka                                                  | odc. 7                            |
| 2018      | Serce nie sługa                   | Marecka, matka Darii                                          |                                   |
| 2018      | Za marzenia                       | żona                                                          | odc. 6                            |
| 2018      | Trzecia połowa                    | ciotka z Ameryki                                              | odc. 6                            |
| 2018      | Ojciec Mateusz                    | Bożena Węgierka                                               | odc. 243                          |
| 2018      | Kler                              | babcia z wnukiem                                              |                                   |
| 2019–2020 | W rytmie serca                    | Lilianna Szarek, emerytowana policjantka                      |                                   |
| 2019      | Trzecia połowa                    | Wandzia, matka Aleksa                                         |                                   |
| 2019      | 39 i pół tygodnia                 | Halina Jakubowska, matka Darka                                | odc. 10                           |
| 2020      | Usta usta                         | Maryla                                                        | odc. 41                           |
| 2021      | Bartkowiak                        | żona Bazylego                                                 |                                   |
| 2021      | The Office PL                     | Halinka, siostra Bożeny                                       | odc. 7                            |
| 2021      | Pani Basia                        | Pani Basia                                                    |                                   |
| 2021      | Ojciec Mateusz                    | restauratorka Zuzanna Maj                                     | odc. 337                          |
| 2021      | Komisarz Mama                     | Franciszka Kochanowska, matka Jerzego                         | odc. 18                           |
| 2022      | Szczęścia chodzą parami           | Lukrecja, sekretarka Bruna                                    |                                   |
| 2022      | Listy do M. 5                     | pani Jadzia                                                   |                                   |
| 2022      | Gry rodzinne                      | doktor Zawadzka                                               | odc. 15                           |
| 2022      | Gorzko! Gorzko!                   | staruszka                                                     |                                   |
| od 2023   | Barwy szczęścia                   | Józefina Rawicz, właścicielka stadniny                        |                                   |
| 2023      | Heaven in Hell                    | Hanna                                                         |                                   |